# Phyllotreta hemipoda
Phyllotreta hemipoda é uma espécie de insetos coleópteros polífagos pertencente à família Chrysomelidae.
A autoridade científica da espécie é Abeille, tendo sido descrita no ano de 1909.
Trata-se de uma espécie presente no território português.